# Australie continentale
L'Australie désigne un État, mais aussi un territoire géographique et un continent géologique. Cet article traite uniquement de l’Australie continentale au sens strict, notamment sur le plan de son relief.
L'Australie continentale est la plus grande partie émergée de la plaque australienne, constituant la majeure partie du continent australien. Avec environ 7 600 000 km2, elle est généralement considérée comme une masse continentale à part entière, bien que certains la considèrent comme le plus vaste territoire insulaire de la planète. Elle est bordée par les mers de Timor et d'Arafura au nord (qui la séparent de l'Asie), les mers de Corail et de Tasman à l'est, le détroit de Bass et la Grande Baie australienne au sud et l'océan Indien à l'ouest.
Le territoire de l'État australien est constitué en majorité par l'Australie continentale, qui regroupe par ailleurs l'essentiel des États et territoires continentaux australiens en dehors de la Tasmanie :
- États :
  - l'Australie-Méridionale ;
  - l'Australie-Occidentale ;
  - la Nouvelle-Galles du Sud ;
  - le Queensland ;
  - le Victoria.
- Territoires :
  - le Territoire du Nord ;
  - le Territoire de la capitale australienne ;
  - le Territoire de la baie de Jervis.

## Statut
L'Australie désigne un État, mais aussi un territoire géographique et un continent géologique. L'Australie continentale est généralement considérée comme un continent et non comme une île,,,, même si certaines sources lui confèrent les deux attributs,. Dans les sources francophones, on trouve également le terme « continent » pour décrire l'Océanie, bien que ce terme soit alors utilisé dans l'acception de « partie du monde », et non de « grande étendue de terre émergée ».

## Surface
La surface de l'Australie continentale est d'environ 7,6 millions de kilomètres carrés, et précisément de 7 591 608 km2 d'après l'agence de géoscience australienne.

## Relief
La moitié occidentale de l'Australie consiste en un plateau, dont l'altitude décroît progressivement de la côte ouest vers le centre. Plat sur la plus grande partie de sa surface, il est traversé par des zones plus escarpées comme les monts Hamersley, les monts MacDonnell et les monts Musgrave. L'eau y est rare, à part quelques fleuves à l'ouest et au nord : Murchinson, Ashburton et Victoria.
Le long de la côte orientale court la Cordillère australienne, qui sépare la plaine côtière, relativement basse, du reste de l'île. Seule véritable chaîne montagneuse du continent, la Cordillère australienne reçoit les précipitations les plus abondantes et abrite la plus grande variété d'espèces animales et végétales. On y trouve également la plus grande densité de population.
Entre la Cordillère australienne et le plateau occidental, les plaines du centre réunissent le Grand bassin artésien, le bassin Murray-Darling et le bassin du lac Eyre, dont une part importante (18 % de la superficie de l'île) forme les déserts australiens (Grand désert de Victoria, Grand Désert de Sable, Désert de Tanami…).
Au large de la côte orientale s'étend la grande barrière de corail, le plus grand récif corallien du monde.